# 福島牝馬ステークス
福島牝馬ステークス（ふくしまひんばステークス）は、日本中央競馬会（JRA）が福島競馬場で施行する中央競馬の重賞競走（GIII）である。

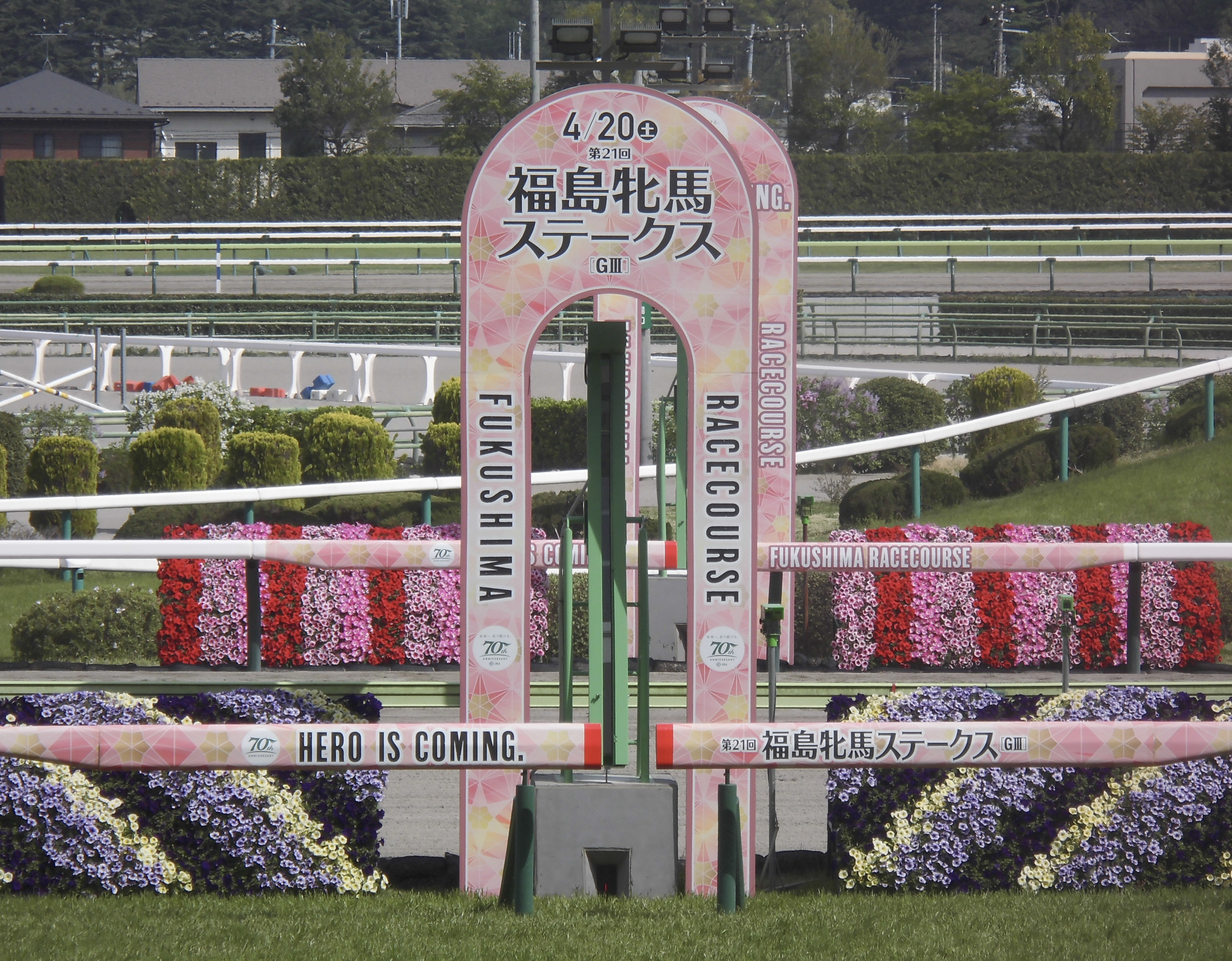
福島牝馬ステークス仕様のゴール板（2024年）

正賞は福島県知事賞。

## 概要
2004年に行われた牝馬競走体系の整備により、牝馬の出走機会を広げ牝馬路線の充実を図ることを目的として新設された4歳以上の牝馬による重賞競走。東日本大震災の影響で新潟競馬場に移された2011年及び福島県沖地震の影響で新潟競馬場に移された2021年を除き、福島競馬場の芝1800mで行われている。なお、本競走と入れ替わりに同時期に同条件で施行されていたカブトヤマ記念が廃止となっているが、回次は本競走に引き継がれず新設扱いとなっている。
2006年にヴィクトリアマイルが創設されると、本競走はヴィクトリアマイルの前哨戦として位置づけられるようになり、2014年からは本競走の1着馬にヴィクトリアマイルの優先出走権が与えられるようになった。
創設時から外国産馬が出走可能なほか、地方競馬所属馬は2006年から、外国馬は2007年からそれぞれ出走可能になった。

### 競走条件
以下の内容は、2025年現在のもの。
出走資格：サラ系4歳以上牝馬
- JRA所属馬
- 地方競馬所属馬（後述）
- 外国調教馬（優先出走）

負担重量：別定
- 日本馬：54kg、収得賞金3000万円超過馬は超過額2000万円毎1kg増
- 外国馬：54kg、GI競走1着馬5kg増、GII競走1着馬3kg増、GIII競走1着馬1kg増（2歳時の成績を除く）

ヴィクトリアマイルのステップ競走に指定され、地方競馬所属馬はヴィクトリアマイルの出走候補馬が3頭まで出走可能。また、地方競馬所属馬は本競走で2着以内の成績を収めるとヴィクトリアマイルに優先出走できる。

### 賞金
2025年の1着賞金は4000万円で、以下2着1600万円、3着1000万円、4着600万円、5着400万円。

## 歴史
- 2004年 - 4歳以上の牝馬による重賞競走（GIII[注 1]）として新設、福島競馬場の芝1800mで施行[5]。
- 2006年 - 指定交流競走およびヴィクトリアマイルのステップ競走に指定され、地方競馬所属馬（ヴィクトリアマイルの出走候補馬）が3頭まで出走可能になる[7]。
- 2007年 - 国際競走に変更され、外国調教馬が8頭まで出走可能になる[8]。
- 2011年 - 東日本大震災および福島第一原子力発電所事故の影響による福島競馬の開催中止に伴い、新潟競馬場で施行。
- 2014年 - この年から1着馬にヴィクトリアマイルの優先出走権を付与[5]。
- 2020年 - COVID-19の感染拡大防止のため「無観客競馬」として実施[10]。
- 2021年 - 福島県沖地震の影響による福島競馬の開催中止に伴い、新潟競馬場で施行[11]。
- 2022年 - 福島県沖地震の影響による福島競馬場の安全確認及び復旧工事に伴い、「無観客競馬」として実施[12]。
- 2023年 - 2019年以来4年ぶりに福島競馬場で有観客で開催。
- 2025年 - この年より施行日を2005年以来再び日曜日に変更されるとともに、皐月賞と同日開催になる。

### 歴代優勝馬
コース種別を表記していない距離は、芝コースを表す。
| 回数   | 施行日        | 競馬場 | 距離  | 優勝馬             | 性齢 | タイム | 優勝騎手   | 管理調教師 | 馬主                                 |
| ------ | ------------- | ------ | ----- | ------------------ | ---- | ------ | ---------- | ---------- | ------------------------------------ |
| 第1回  | 2004年4月25日 | 福島   | 1800m | オースミコスモ     | 牝5  | 1:46.6 | 蛯名正義   | 中尾正     | 山路秀則                             |
| 第2回  | 2005年4月24日 | 福島   | 1800m | メイショウオスカル | 牝4  | 1:49.4 | 後藤浩輝   | 安達昭夫   | 松本好雄                             |
| 第3回  | 2006年4月22日 | 福島   | 1800m | ロフティーエイム   | 牝4  | 1:48.5 | 吉田隼人   | 二ノ宮敬宇 | （有）サンデーレーシング             |
| 第4回  | 2007年4月21日 | 福島   | 1800m | スプリングドリュー | 牝7  | 1:46.6 | 柴山雄一   | 堀宣行     | 加藤春夫                             |
| 第5回  | 2008年4月26日 | 福島   | 1800m | マイネカンナ       | 牝4  | 1:47.1 | 吉田隼人   | 国枝栄     | （株）サラブレッドクラブ・ラフィアン |
| 第6回  | 2009年4月25日 | 福島   | 1800m | ブラボーデイジー   | 牝4  | 1:53.7 | 生野賢一   | 音無秀孝   | 松岡隆雄                             |
| 第7回  | 2010年4月24日 | 福島   | 1800m | レジネッタ         | 牝5  | 1:48.9 | 中舘英二   | 浅見秀一   | （有）社台レースホース               |
| 第8回  | 2011年4月23日 | 新潟   | 1800m | フミノイマージン   | 牝5  | 1:45.4 | 太宰啓介   | 本田優     | 谷二                                 |
| 第9回  | 2012年4月21日 | 福島   | 1800m | オールザットジャズ | 牝4  | 1:46.1 | 藤岡佑介   | 角居勝彦   | 市川義美                             |
| 第10回 | 2013年4月20日 | 福島   | 1800m | オールザットジャズ | 牝5  | 1:46.4 | C.デムーロ | 角居勝彦   | 市川義美                             |
| 第11回 | 2014年4月26日 | 福島   | 1800m | ケイアイエレガント | 牝5  | 1:47.0 | 吉田豊     | 尾形充弘   | 亀田和弘                             |
| 第12回 | 2015年4月25日 | 福島   | 1800m | スイートサルサ     | 牝5  | 1:46.0 | 田中勝春   | 菊川正達   | シンボリ牧場                         |
| 第13回 | 2016年4月23日 | 福島   | 1800m | マコトブリジャール | 牝6  | 1:47.5 | 北村友一   | 鮫島一歩   | （株）ディアマント                   |
| 第14回 | 2017年4月22日 | 福島   | 1800m | ウキヨノカゼ       | 牝7  | 1:46.8 | 吉田隼人   | 菊沢隆徳   | 國分純                               |
| 第15回 | 2018年4月21日 | 福島   | 1800m | キンショーユキヒメ | 牝5  | 1:46.8 | 秋山真一郎 | 中村均     | 礒野日出夫                           |
| 第16回 | 2019年4月20日 | 福島   | 1800m | デンコウアンジュ   | 牝6  | 1:48.1 | 柴田善臣   | 荒川義之   | 田中康弘                             |
| 第17回 | 2020年4月25日 | 福島   | 1800m | フェアリーポルカ   | 牝4  | 1:46.8 | 和田竜二   | 西村真幸   | 山本剛士                             |
| 第18回 | 2021年4月24日 | 新潟   | 1800m | ディアンドル       | 牝5  | 1:46.9 | 団野大成   | 奥村豊     | （有）シルクレーシング               |
| 第19回 | 2022年4月23日 | 福島   | 1800m | アナザーリリック   | 牝4  | 1:47.0 | 津村明秀   | 林徹       | （有）シルクレーシング               |
| 第20回 | 2023年4月22日 | 福島   | 1800m | ステラリア         | 牝5  | 1:47.9 | 団野大成   | 斉藤崇史   | （有）社台レースホース               |
| 第21回 | 2024年4月20日 | 福島   | 1800m | コスタボニータ     | 牝5  | 1:46.9 | 岩田望来   | 杉山佳明   | 谷掛龍夫                             |
| 第22回 | 2025年4月20日 | 福島   | 1800m | アドマイヤマツリ   | 牝4  | 1:46.2 | 田辺裕信   | 宮田敬介   | 近藤旬子                             |